# Neriene birmanica
Neriene birmanica is een spinnensoort in de taxonomische indeling van de hangmatspinnen (Linyphiidae).
Het dier behoort tot het geslacht Neriene. De wetenschappelijke naam van de soort werd voor het eerst geldig gepubliceerd in 1887 door Tord Tamerlan Teodor Thorell.

## Synoniemen
- Ambengana complexipalpis Millidge & Russell-Smith, 1992